# American Honey
American Honey is een Amerikaans-Britse film uit 2016, geschreven en geregisseerd door Andrea Arnold. De film ging op 15 mei in première op het filmfestival van Cannes in de competitie voor de Gouden Palm. De film dankt zijn naam aan de gelijknamige single van de Amerikaanse band Lady A.

## Verhaal
Een tienermeisje dat niks omhanden heeft, sluit zich aan bij een groep die het midwesten van de Verenigde Staten doorkruist om tijdschriften te verkopen. Ze geraakt in een spiraal van wilde feesten, onwettige zaken en jeugdige liefde.

## Rolverdeling
| Acteur          | Personage |
| --------------- | --------- |
| Sasha Lane      | Star      |
| Shia LaBeouf    | Jake      |
| McCaul Lombardi | Corey     |
| Arielle Holmes  | Pagan     |
| Crystal Ice     | Katness   |
| Veronica Ezell  | QT        |
| Riley Keough    | Krystal   |

## Productie
In mei 2013 werd bekend dat Arnold bezig was met het scenario van een nieuwe film, toen nog getiteld Mag Crew. De filmopnamen hadden plaats van mei tot juli 2015 in de staten Iowa, Kansas, Missouri en Nebraska.